# Robert Wynn-Carington, 1:e markis av Lincolnshire
Charles Robert Wynn-Carington, 1:e markis av Lincolnshire, född den 16 maj 1843, död den 13 juni 1928, var en engelsk politiker.
Wynn-Carington var 1865–1868 liberal underhusledamot, ärvde 1868 sin fars titel baron Carrington, var 1885–1890 guvernör över Nya Sydwales. Åren 1892–1895 var han lordkammarherre och upphöjdes 1895 till earl Carrington. I ministären Campbell-Bannerman blev han i december 1905 jordbruksminister och bibehöll denna post i ministären Asquith 1908–1911, varefter han var lordsigillbevarare till februari 1912, då han av hälsoskäl avgick och upphöjdes till markis av Lincolnshire. Wynn-Carington var bland det liberala partiets högst ansedda ledande män i överhuset och inlade som jordbruksminister stora förtjänster om det engelska jordbrukets höjande. Han tillhörde den Asquith-trogna oberoende liberala grupp, som bekämpade koalitionen med de konservativa.